# Manin doktorhal
A Manin doktorhal (Acanthurus triostegus) a sugarasúszójú halak (Actinopterygii) osztályának sügéralakúak (Perciformes) rendjébe, ezen belül a doktorhalfélék (Acanthuridae) családjába tartozó faj.

## Előfordulása
A Manin doktorhal előfordulási területe az Indiai-óceán, kivéve az Arab-félsziget környékét. Továbbá még megtalálható a Csendes-óceán keleti felén, a Kaliforniai-öböl és a Galápagos-szigetek között.

## Megjelenése
Ez a hal általában 17 centiméteres, de elérheti a 27 centiméteres hosszúságot is. Azonban 8,8 centiméteresen már felnőttnek számít. A hátúszóján 9 tüske és 22-26 sugár van, míg a farok alatti úszóján 3 tüske és 19-22 sugár látható. Az olivazöld testén négy függőleges fekete csík van; ezek mellett még van egy-egy csík a pofáján, amely a szemen is áthúzódik, valamint a farokúszó tövén. A hasi része fehéres. A faroktő két oldalán egy-egy lesimuló tüske van. A pikkelyei igen kicsik.

## Életmódja
Trópusi és tengeri hal, amely a korallzátonyokon él legfeljebb 90 méteres mélységben. A felnőtt, a lagúnákba és a folyótorkolatok közelébe is beúszik, hogy ott a kövekre, sziklákra letelepedett algákkal táplálkozhasson. Néha rajokat alkot; főleg az ívási időszakban.

## Szaporodása
Az ívási időszak alatt a hímek és a nőstényeknagy rajokat alkotnak; hímsejtjeiket és ikráikat a szabad tengerbe bocsátják. Az ivadékból fiatal példány 3,2 centiméteresen válik.

## Felhasználása
Ipari mértékű halászata van az akváriumok számára. Az ember is megeheti, azonban fogyasztásával vigyázni kell, mivel néha ciguatera-mérgezést okozhat.

## Képek

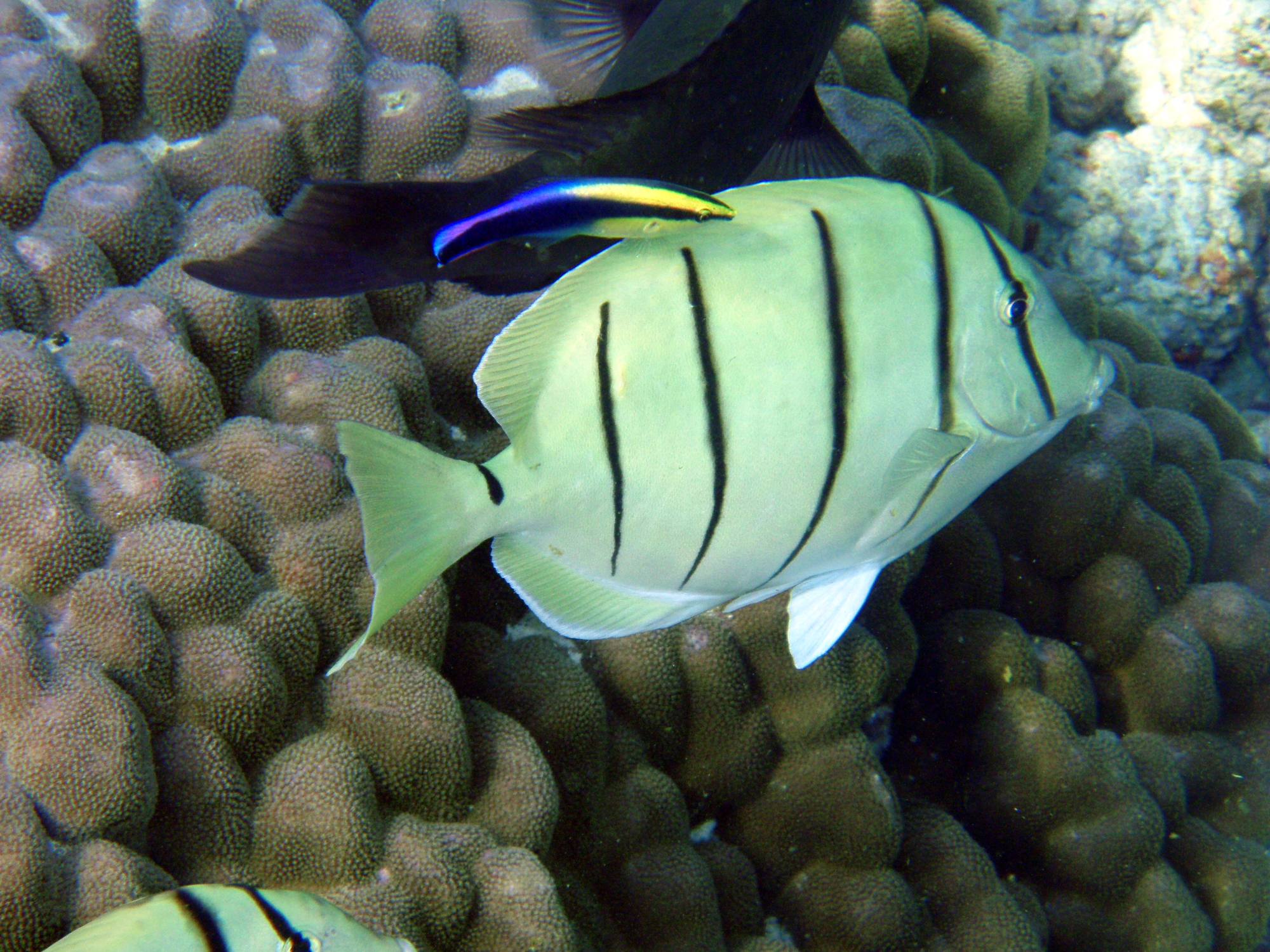
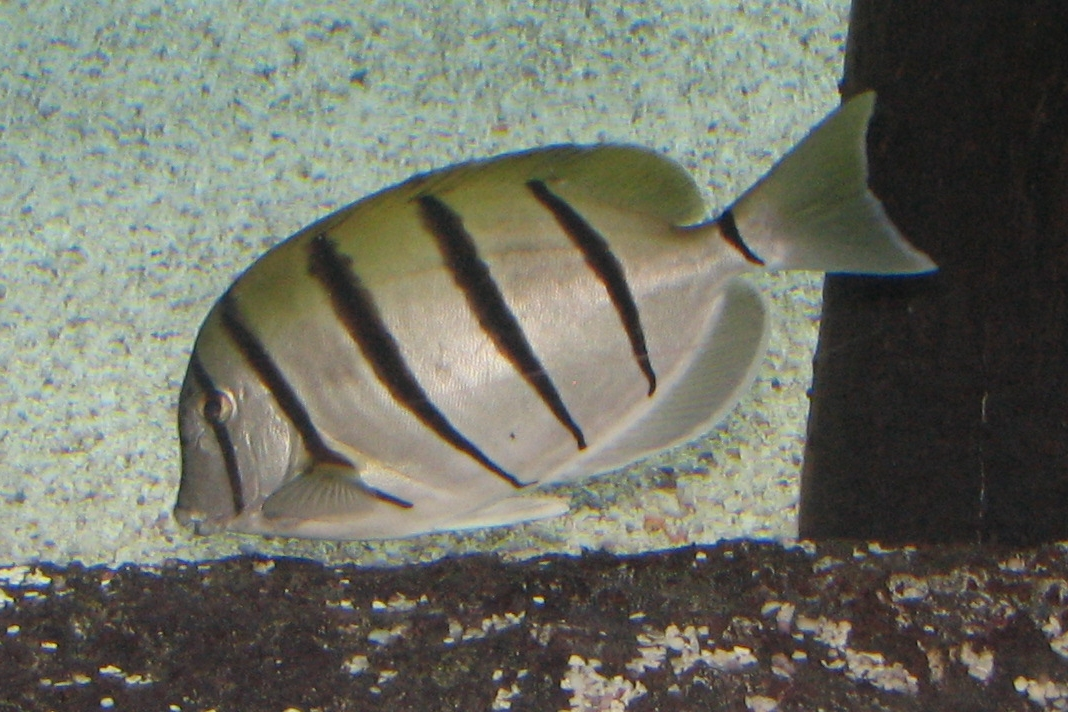
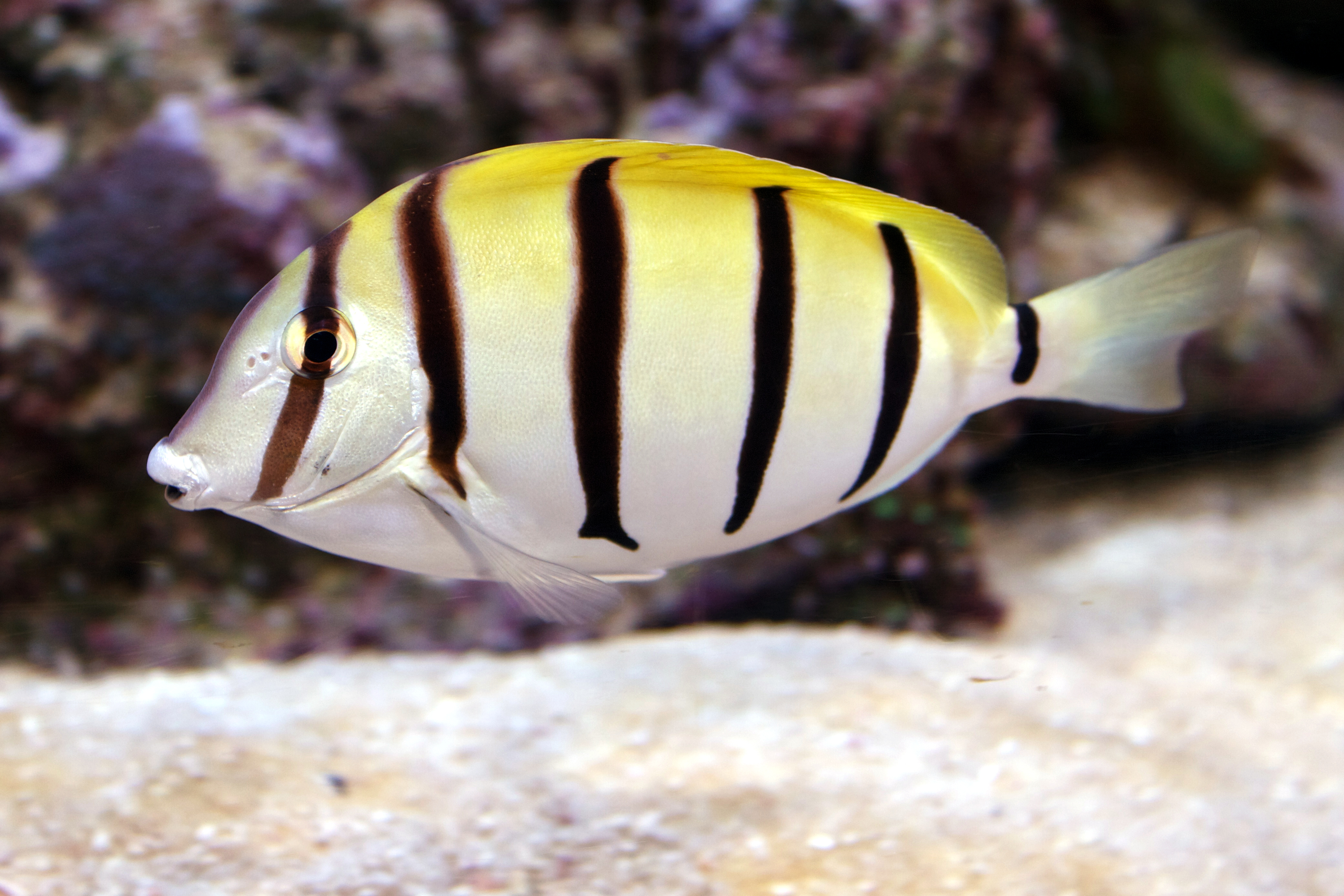
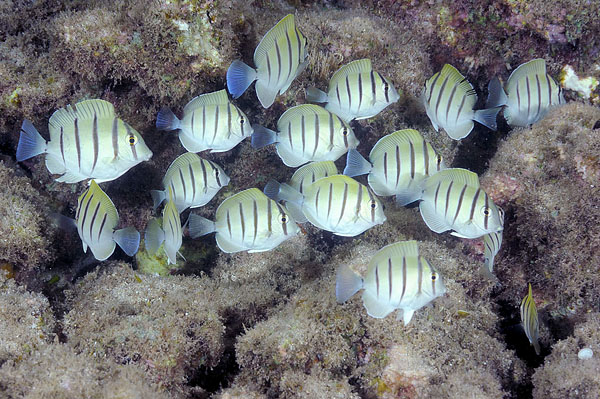
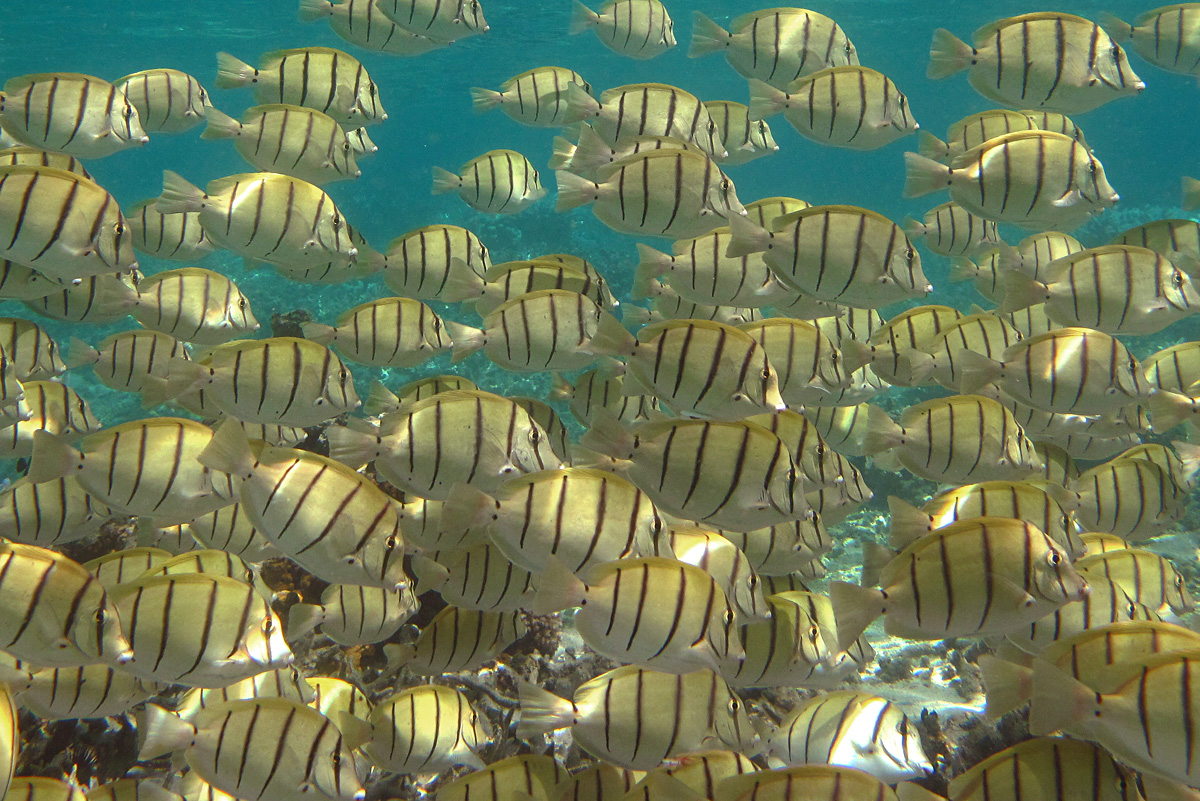